# Ulla Österberg
Ulla Österberg, folkbokförd Brita Ulrika Österberg, ogift Björkman, född 23 november 1907 i Finland, död 20 februari 1992 i Maria Magdalena församling i Stockholm, var en svensk barnboksförfattare och kompositör.
Hon var gift med skådespelaren John Elfström 1933–1945 och med författaren Axel Österberg från 1946 till dennes död 1968.
Ulla Österberg är gravsatt i minneslunden på Skogskyrkogården i Stockholm.